# Stanislav Varga
Stanislav Varga (ur. 8 października 1972 w Lipanach na Słowacji) – słowacki piłkarz występujący na pozycji obrońcy i trener.

## Kariera
Do Celticu przyszedł w 2003 roku za darmo z Sunderlandu. Wcześniej reprezentował barwy Tatrana Preszów i Slovana Bratysława. W reprezentacji Słowacji grał w latach 1997–2006 zaliczając 54 występy i strzelając dwie bramki. Obecnie kontynuuje karierę jako trener.